# 玫瑰谷冰川
62°30′30″S 60°06′07″W / 62.50833°S 60.10194°W

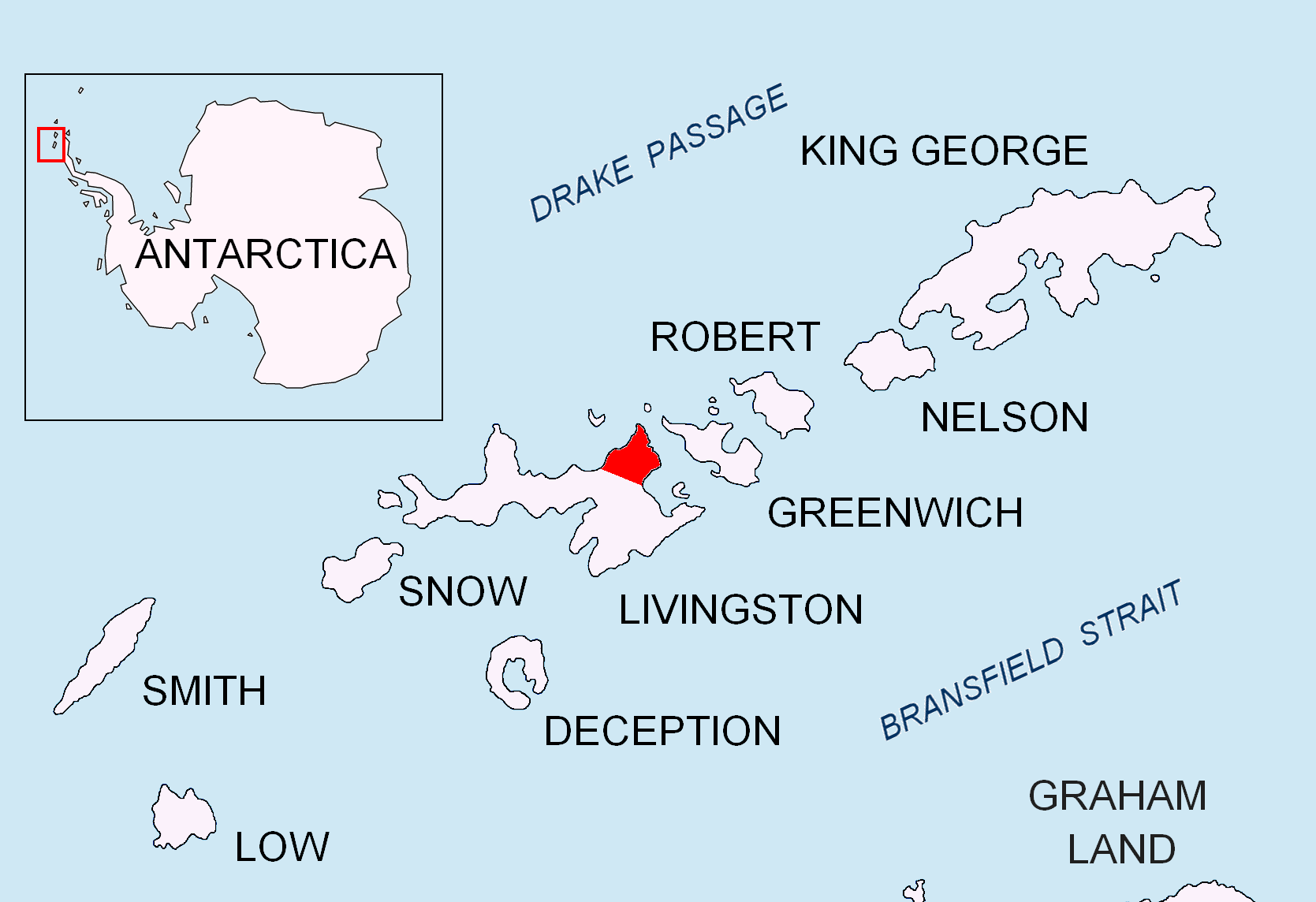

玫瑰谷冰川是南極洲的冰川，位於南設得蘭群島中利文斯頓島的瓦爾納半島東部，流經維丁高地的東北坡，該冰川以保加利亞中部的河谷命名。

## 外部連結
- SCAR Composite Gazetteer of Antarctica（页面存档备份，存于）.